# 15628 Gonzales
15628 Gonzales este un asteroid din centura principală de asteroizi.

## Descriere
15628 Gonzales este un asteroid din centura principală de asteroizi. A fost descoperit pe 29 aprilie 2000 la Socorro, New Mexico, în cadrul proiectului LINEAR. Asteroidul prezintă o orbită caracterizată de o semiaxă mare de 2,21 ua, o excentricitate de 0,14 și o înclinație de 0,9° în raport cu ecliptica.